# PZL.50 Jastrząb
PZL.50 Jastrząb – prototyp polskiego samolotu myśliwskiego konstrukcji inżyniera Wsiewołoda Jakimiuka, opracowany i wyprodukowany w Państwowych Zakładach Lotniczych w 1939 roku.

## Historia
Do połowy lat 30. XX wieku polskie lotnictwo wojskowe zostało w pełni wyposażone w metalowe górnopłaty myśliwskie o stałym podwoziu polskiej konstrukcji inż. Puławskiego PZL P.7 i PZL P.11. W chwili wejścia do służby były to samoloty nowoczesne, lecz na skutek szybkiego rozwoju lotnictwa na świecie, od 1938 roku zaczęły tracić potencjał bojowy. Dowództwo Lotnictwa zdawało sobie z tego sprawę i już w połowie lat 30. zleciło rozwój nowych konstrukcji; miał on iść dwutorowo: z jednej strony rozwijano szybki dwusilnikowy myśliwiec „pościgowy” PZL.38 Wilk, a z drugiej projekt lekkiego i stosunkowo taniego przejściowego myśliwca o umiarkowanych parametrach PZL.39 (LWS-4) inż. Ciołkosza. Z kolei termin przystąpienia do opracowania nowoczesnego docelowego armijnego samolotu myśliwskiego, późniejszego Jastrzębia, wyznaczono dopiero na jesień 1936 roku. Samoloty PZL.38 i 39 miały być napędzane polskim silnikiem rzędowym Foka o wysokich parametrach, który jednak okazał się nieudany i w konsekwencji oba programy poniosły porażkę wskutek braku odpowiednich silników, co stało się jasne w 1937 roku. Wobec powyższego przystąpiono do opracowywania jednosilnikowego samolotu myśliwskiego mającego zastąpić odstającego parametrami od nowoczesnych maszyn PZL P.11.
Opracowany przez inżyniera Jakimiuka projekt oznaczono jako PZL.50 Jastrząb. Pierwszy prototyp ukończony w październiku 1938 roku oblatano w lutym 1939 roku. Konstruktor skupił się w tym czasie nad projektowaniem samolotu pasażerskiego PZL.44 Wicher, co przedłużyło prace związane z budową prototypu „Jastrzębia” o cały rok. Opóźnienia w dostawie wciąganego podwozia angielskiego przedsiębiorstwa Dowty opóźniły prace o kolejne pół roku. Pierwsze loty wykonane na początku 1939 roku wykazały niedostateczne osiągi samolotu. Zastosowanie silnika o zbyt małej mocy, około 725-730 KM, spowodowało znaczące obniżenie prędkości maksymalnej. Dodatkowo w trakcie pierwszych lotów moc silnika była jeszcze niższa z powodu zbyt małego wlotu powietrza do gaźnika. Tym samym osiągnięto prędkość 420 km/h na wysokości 3500 m, a po poprawkach 430 km/h, porównywalną z prędkością samolotu myśliwskiego PZL P.24. Jastrząb dysponował jednak znacznie gorszą zwrotnością, szczególnie widoczną przy wykonywaniu ciasnych zakrętów, oraz poniżej prędkości 150–160 km/h, kiedy to w sposób niekontrolowany zwalał się przez skrzydło. W próbach pozorowanej walki z „nieobciążonym bombami” samolotem bombowym PZL.37 Łoś nie był w stanie mu „wejść na ogon” (zająć pozycji do oddania strzału). Wynikało to z niedostatecznej mocy zastosowanego silnika, konstrukcji, profilu skrzydła oraz dość ciężkiej kratownicy kadłuba, która powiększając ciężar i obciążenie powierzchni, decydowała o brakach w walce manewrowej samolotu. Po poprawkach w 1939 roku, w tym powiększeniu chwytu powietrza do gaźnika, prototyp osiągał prędkość ok. 450 km/h, a maksymalną prędkość obliczeniową określono na 470 km/h. W jednym z lotów prototyp osiągnął 490 km/h, ale prawdopodobnie w płytkim locie nurkowym. Wybuch II wojny światowej przerwał dalszy rozwój prototypu. W pierwszej połowie lutego 1939 roku prototyp Jastrzębia został po raz pierwszy zaprezentowany delegacji francuskiej. Następnie 27 lutego 1939 roku prototyp prezentowany był również ministrowi spraw zagranicznych Włoch, a w kwietniu tego roku z samolotem zapoznali się piloci myśliwscy 1 pułku lotniczego w Warszawie.
Równocześnie z pracami nad pierwszym prototypem prowadzono budowę drugiego prototypu, który miał posiadać mocniejszą konstrukcję i silnik oraz silniejsze uzbrojenie, z dwóch działek 20 mm wz.38D i czterech km-ów. Przewidywano, że będzie wyposażony w silnik Bristol Taurus o mocy 1000–1150 KM, jaki miał być dostarczony z Wielkiej Brytanii w październiku lub listopadzie 1939 roku. Szacowano, że jego prędkość może wynosić 530–560 km/h. Dalsze rozwinięcie PZL.50, miał stanowić samolot oznaczony jako PZL.53 Jastrząb II.

## Służba
W kwietniu 1939 r. w zakładach PZL WP-1 na Okęciu uruchomiona została produkcja pierwszej serii 5 Jastrzębi. W czasie niemiecko-radzieckiej inwazji na Polskę samoloty były już na zaawansowanym etapie budowy jednak żadnego nie zdążono dokończyć. Jedyny latający prototyp nie wziął udziału w kampanii wrześniowej. Po wybuchu wojny samolot PZL.50/I ewakuowano na lotnisko polowe w Popowie Kościelnym w widłach Bugu i Narwi na północ od Okęcia. Rankiem 6 września 1939 wraz z innymi prototypami (PZL.11g Kobuz, PZL.46/I Sum) rozpoczął lot ewakuacyjny do Lwowa. Według relacji pilota inż. Jerzego Widawskiego przebył trasę w locie na niskim pułapie. W okolicy Rawy Ruskiej silnik przerwał pracę z powodu braku paliwa. Lądowanie przymusowe nastąpiło na młody las, samolot został poważnie uszkodzony ale Widawski wyszedł z tego zdarzenia bez obrażeń. Samoloty pierwszej serii oraz drugi prototyp zostały przewiezione do warsztatu zapasowego PZL tworzonego w zakładzie Citroëna u zbiegu ulic Czerniakowskiej i Górnośląskiej celem ich ewentualnego dokończenia. Po zajęciu Warszawy przez Niemców samoloty zostały najprawdopodobniej wywiezione z miasta i dalsze ich losy nie są znane.

## Konstrukcja
Całkowicie metalowy (duralowy) dolnopłat. Podwozie samolotu klasyczne dwukołowe chowane, z kółkiem ogonowym. Kabina pilota jednomiejscowa, zamknięta. Uzbrojenie stanowiły 4 karabiny maszynowe kalibru 7,92 mm oraz 100 kg bomb. Wersja PZL.50B miała dodatkowo posiadać 2 nkm wz.38 FK kalibru 20 mm i przenosić 300-kilogramowy ładunek bombowy. Napęd to jeden silnik gwiazdowy, w wersji PZL.50A Bristol Mercury VIII o mocy maksymalnej 825-835 KM, i nominalnej 725-730 KM. Próby w locie wykazały duży niedobór mocy silnika Mercury VIII dlatego dla wersji PZL.50B planowano zastosować silnik Bristol Taurus III o mocy maksymalnej 1145 KM. Śmigło trójłopatowe, metalowe.

## Wersje
- PZL.50/I – samolot myśliwski, pierwszy prototyp.
- PZL.50/II – samolot myśliwski, drugi prototyp.
- PZL.50A – samolot myśliwski, pierwsza wersja seryjna.
- PZL.50B – samolot myśliwski, planowana druga wersja seryjna.